# Zespuntenplan
Het Zespuntenplan was een eisenpakket van de Bengaalse nationalistische beweging in Oost-Pakistan (het huidige Bangladesh) onder leiding van Sjeik Mujibur Rahman, en leidde uiteindelijk tot de onafhankelijkheid van Bangladesh ten opzichte van Pakistan. Het Zespuntenplan werd in 1966 naar voren gebracht bij een coalitie van Bengaalse partijen die daarmee een einde wilde maken aan de vermeende exploitatie van Oost-Pakistan door West-Pakistan.
Na de opsplitsing van Brits-Indië bestond Pakistan uit twee, niet aan elkaar grenzende gebieden, namelijk Oost- en West Pakistan. In de politiek waren echter vooral politici uit West-Pakistan vertegenwoordigd. Dit leidde er bijvoorbeeld toe dat alleen het Urdu als nationale taal werd erkend, terwijl de meerderheid van de bevolking Bengaals als eerste taal sprak. De meeste van hen woonde in Oost-Pakistan. Ook werd het meeste geld van de overheid geïnvesteerd in West-Pakistan, terwijl het grootste deel van de bevolking in Oost-Pakistan woonde. De leiding van de Bengaalse nationalistische wereld wilde meer autonomie en streefde naar een federatie waarbij de deelstaten meer zeggenschap zouden krijgen. In het Zespuntenplan werden deze eisen geformuleerd. Het document werd opgesteld door Rehman Sobhan, Govinda Chandra Dev, Munier Chowdhury en Kamal Hossain.
| Jaar | Overheidsuitgaven in West-Pakistan in Roepies | Overheidsheidsuitgaven in Oost-Pakistan in Roepies | Percentage van uitgaven in Oost-Pakistan tov van West-Pakistan |
| --- | --------------------------------------------- | -------------------------------------------------- | -------------------------------------------------------------- |
| 1950–55 | 1.129                                         | 524                                                | 46.4%                                                          |
| 1955–60 | 1.655                                         | 524                                                | 31.7%                                                          |
| 1960–65 | 3.355                                         | 1.404                                              | 41.8%                                                          |
| 1965–70 | 5.195                                         | 2.141                                              | 41.2%                                                          |
| Totaal | 11.334                                        | 4.593                                              | 40.5                                                           |
| Bron: Reports of the Advisory Panels for the Fourth Five Year Plan 1970-75, Vol. I, published by the planning commission of Pakistan. De genoemde bedragen zijn keer een miljoen |                                               |                                                    |                                                                |

## Inhoud Zespuntenplan
Het Zespuntenplan was als volgt geformuleerd:
1. De grondwet moet ruimte bieden aan een Federatie in de ware aard van het woord,op basis van de Pakistanresolutie, en ruimte aan een regeringsvorm waarbij de volksvertegenwoordiging wordt gekozen op basis van evenredig stemrecht voor meerderjarigen.
2. De federale regering mag zich slechts bezighouden met twee onderwerpen: defensie en buitenlands beleid. Alle andere taken moeten worden uitbesteed aan de federale staten.
3. Er moeten twee munteenheden komen, of als dit niet mogelijk is, moet er één munteenheid komen voor het hele land, maar er moeten grondwettelijke maatregelen worden genomen, om de vlucht van kapitaal van Oost- naar West-Pakistan te stoppen. Verder moet er een aparte bankreserve worden opgebouwd en een apart belastings- en financieel systeem voor Oost-Pakistan.
4. De mogelijkheid van belasting heffen en innen moet liggen bij de deelstaten en niet bij de centrale regering. De staten zouden een deel van de opbrengst moeten delen met de centrale overheid, zodat deze aan haar verplichtingen kan voldoen.
5. Er moeten twee handelsbalansen komen voor de handel met het buitenland, voor elke deelstaat een. De kosten die nodig zijn voor het buitenlands beleid moeten door beide deelstaten evenredig worden opgebracht, of volgens een nog vast te stellen ratio. Binnenlandse producten moeten vrij verhandeld kunnen worden tussen beide deelstaten, en de grondwet zou beide deelstaten de mogelijkheid moeten geven handelsrelaties aan te gaan met het buitenland.
6. Oost-Pakistan moet het recht krijgen  om een eigen militia of paramilitaire afdeling te vormen.